# Sedornia
Il torrente Sedornia è un corso d'acqua della provincia di Bergamo.

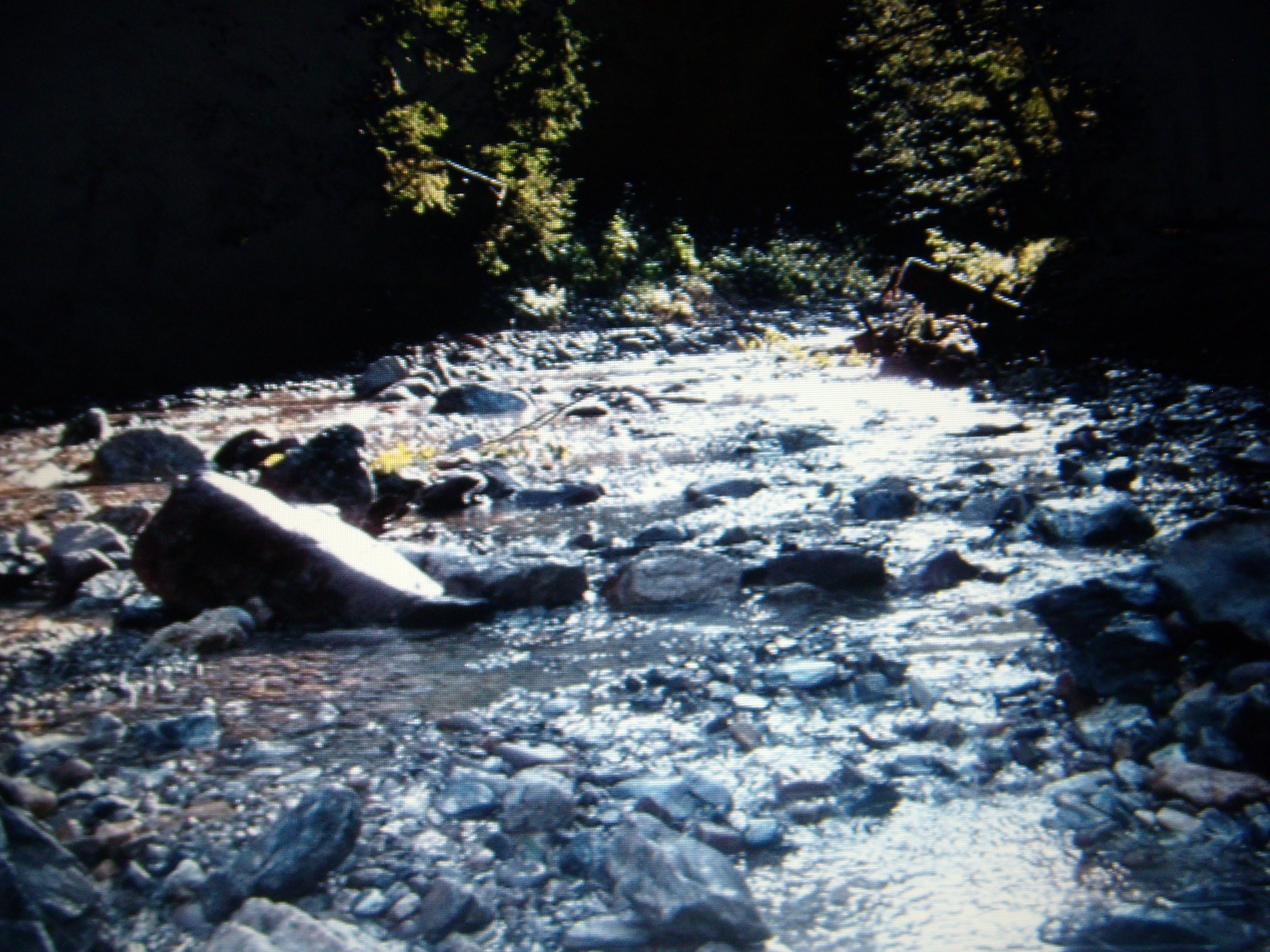
torrente Sedornia

Nasce nel territorio di Gromo, ne percorre un breve tratto, lambisce il confine di Valbondione, per poi entrare nel comune di Gandellino e percorrere la valle omonima, confluendo infine nel fiume Serio nel fondovalle, per un percorso totale di 4,32 km.
Durante le stagioni piovose, sono numerose le sorgenti che confluiscono nelle sue acque aumentandone notevolmente la portata.

## Storia
Sedornia, dall'antico nome Seturnia: Saturnus il dio Saturno, dio della natura, della potenza e abbondanza, indica l'insediamento umano fin dall'antichità. Il torrente che per alcuni tratti è quasi pianeggiante, diventa impetuoso dalla località Tezzi alti, in prossimità di Gandellino, e proprio qui durante il Medioevo ne veniva deviato il corso per usare le sue acque come forza motrice per i magli delle fucine che lavoravano i metalli, in particolare il ferro. Una frana del XIV secolo ne ha però distrutto ogni possibile testimonianza, se non quella documentata con atti notarili conservati presso il Museo di Gromo.
Dal 1920, dopo la costruzione della centrale dalla Azienda Elettrica Crespi ora Enel a Gandellino, le acque del torrente vengono convogliate in un canale di derivazione e attraverso questo inviata alle turbine che ruotano grazie alla spinta dell'acqua, e trasforma il moto di rotazione in energia elettrica.
Dal 2003 è stato costruito un ulteriore impianto a paratoie piane sempre per il ripescaggio delle acque per la produzione di energia idroelettrica.